# Johann Christian Friedrich Haeffner
Johann Christian Friedrich Haeffner (ur. 2 marca 1759 w Oberschönau, zm. 28 maja 1833 w Uppsali) – szwedzki kompozytor, dyrygent i organista pochodzenia niemieckiego.

## Życiorys
Uczył się gry na organach u Johanna Gottfrieda Vierlinga w Schmalkalden, następnie kształcił się w szkole śpiewu Johanna Adama Hillera w Lipsku. Od 1776 roku był korektorem w lipskim wydawnictwie Breitkopfa. W 1781 roku wyjechał do Sztokholmu, gdzie do 1793 roku piastował stanowisko organisty kościoła św. Gertrudy. W latach 1781–1785 uczył śpiewu w Kungliga Teatern, a w latach 1794–1796 także w Królewskiej Akademii Muzycznej, której członkiem był od 1788 roku. Był dyrygentem Stenborgs Teater (1782–1785) i Kungliga Teater (1785–1808). W 1792 roku otrzymał posadę nadwornego kapelmistrza. W 1808 roku przeprowadził się do Uppsali, gdzie był dyrygentem kapeli akademickiej miejscowego uniwersytetu, a od 1826 roku także organistą w katedrze.

## Twórczość
Skomponował utrzymane w stylu Glucka opery Electra (wyst. 1787), Alcides inträde i Världen (wyst. 1793) i Renaud (wyst. 1801). Ponadto skomponował m.in. oratorium, dwa psalmy, Te Deum, trzy symfonie, utwory kameralne, pieśni. Swoją działalnością przyczynił się do ożywienia życia muzycznego w Szwecji, podjął prace nad wydaniem zbioru Svensk choralbok (wyd. w 2 częściach 1819–1821), opracował też aranżacje szwedzkich pieśni chorałowych na 4-głosowy chór a cappella. Po raz pierwszy wykonał w Szwecji oratorium Die Schöpfung Josepha Haydna (1801) i Requiem W.A. Mozarta (1805).